# Saelices (kommunhuvudort)
Saelices är en kommunhuvudort i Spanien.   Den ligger i provinsen Provincia de Cuenca och regionen Kastilien-La Mancha, i den centrala delen av landet, 90 km sydost om huvudstaden Madrid. Saelices ligger 929 meter över havet och antalet invånare är 655.
Terrängen runt Saelices är huvudsakligen platt. Saelices ligger uppe på en höjd. Runt Saelices är det mycket glesbefolkat, med 5 invånare per kvadratkilometer. Närmaste större samhälle är Tarancón, 19,8 km nordväst om Saelices. Trakten runt Saelices består till största delen av jordbruksmark.